# Коваля (Келецький повіт)
Коваля (пол. Kowala) — село в Польщі, у гміні Сіткувка-Новіни Келецького повіту Свентокшиського воєводства.
Населення — 984 особи (2011).

## Демографія
Демографічна структура на день 31 березня 2011 року:
|          | Загалом | Допрацездатний вік | Працездатний вік | Постпрацездатний вік |
| -------- | ------- | ------------------ | ---------------- | -------------------- |
| Чоловіки | 465     | 95                 | 331              | 39                   |
| Жінки    | 519     | 124                | 310              | 85                   |
| Разом    | 984     | 219                | 641              | 124                  |